# Giovanni Giorgi
Giovanni Giorgi (Lucca, 27 de noviembre de 1871 - Castiglioncello, Livorno, 19 de agosto de 1950). Ingeniero electricista italiano.
En 1901 Giorgi propuso a la Asociación Electrotécnica Italiana el sistema de unidades que lleva su nombre, adoptado en 1935 por la Comisión Electrotécnica Internacional (IEC) como sistema MKSΩ (metro, kilogramo, segundo, ohmio). Es el origen del actual Sistema Internacional de Unidades.
Fue profesor de física y matemáticas en la Universidad de Roma, y desde 1935 profesor de ingeniería eléctrica. Introdujo la unidad racional del electromagnetismo en 1901. En 1912 fue uno de los primeros en introducir el tema de una nueva teoría que satisfaga el principio general de la relatividad del movimiento y el principio de equivalencia. En 1932 desarrolló una nueva perspectiva relativista que proporciona una nueva teoría que también reduce las fuerzas electromagnéticas a fuerzas motrices.